# Municipio de Garden (condado de Harvey)
El municipio de Garden (en inglés: Garden Township) es un municipio ubicado en el condado de Harvey en el estado estadounidense de Kansas. En el año 2010 tenía una población de 280 habitantes y una densidad poblacional de 3 personas por km².

## Geografía
El municipio de Garden se encuentra ubicado en las coordenadas 38°7′49″N 97°32′13″O / 38.13028, -97.53694. Según la Oficina del Censo de los Estados Unidos, el municipio tiene una superficie total de 93.45 km², de la cual 93,45 km² corresponden a tierra firme y (0 %) 0 km² es agua.

## Demografía
Según el censo de 2010, había 280 personas residiendo en el municipio de Garden. La densidad de población era de 3 hab./km². De los 280 habitantes, el municipio de Garden estaba compuesto por el 96,43 % blancos, el 0,36 % eran amerindios, el 0,71 % eran de otras razas y el 2,5 % eran de una mezcla de razas. Del total de la población el 1,79 % eran hispanos o latinos de cualquier raza.